# Lộc Quang
Lộc Quang là một xã thuộc tỉnh Đồng Nai, Việt Nam.
Xã Lộc Quang có diện tích 45,45 km², dân số năm 2008 là 5.714 người, mật độ dân số đạt 126 người/km².